# 罗玉君
罗玉君（1907年—1987年8月20日），原名罗正淑，女，四川岳池人，文学博士，中国翻译家，中国民主同盟盟员，中国作家协会会员、四川省文联委员、南京市文联委员，毕业于大夏大学、巴黎大学。

## 生平
1907年，生于今四川省广安市岳池县乔家镇太平场。曾就读于岳池县立女子师范学校，为避免被军阀强作妾，于1925年1月逃往重庆，并改名为罗玉君，考入重庆第二女子师范学校。1926年，考入大夏大学。1927年，本科毕业于大夏大学，并考入巴黎大学。1933年，获得巴黎大学文学博士学位。在巴黎大学期间，与李珩结婚生子。1933年10月，回国任教于山东大学中文系，并开始了《红与黑》的翻译工作。1937年11月，受日本侵华战争影响，山东大学南迁。罗玉君转任华西大学、四川省立艺术专科学校教授。1947年夏，《红与黑》翻译完毕。1948年夏，对《红与黑》进行了全文校对与部分抄写。1951年起，任华东师范大学中文系教授兼外国文学研究室主任。1954年，加入中国民主同盟。1986年，上海翻译家协会成立，罗玉君当选为理事。
1987年8月20日，因脑溢血经抢救无效逝世于上海，享年八十岁。